# Montbonnot-Saint-Martin
 Montbonnot-Saint-Martin  es una población y comuna francesa, en la región de Ródano-Alpes, departamento de Isère, en el distrito de Grenoble y cantón de Saint-Ismier.

## Demografía
| 782 | 1016 | 1735 | 1859 | 2808 | 3827 |
| Para los censos de 1962 a 1999 la población legal corresponde a la población sin duplicidades (Fuente: INSEE [Consultar]) |      |      |      |      |      |